# Маджаре
Ма́джаре (болг. Маджаре) — село в Софійській області Болгарії. Входить до складу общини Самоков.

## Населення
За даними перепису населення 2011 року у селі проживала 301 особа, усі — болгари.
Розподіл населення за віком у 2011 році:
Динаміка населення: